# دراج نوارخاکستری
دراج نوارخاکستری (نام علمی: Francolinus griseostriatus) نام یک گونه از سرده دراج است.